# 伊丘莫羅科山
14°28′10″S 70°09′44″W / 14.46944°S 70.16222°W
伊丘莫羅科山（Ichhu Muruq'u），是秘魯的山峰，位於該國東南部普諾大區，由波托尼區和聖安通區負責管轄，屬於安地斯山脈的一部分，海拔高度4,600米。